# ان‌جی‌سی ۵۵۶۶
ان‌جی‌سی ۵۵۶۶ (انگلیسی: NGC 5566) یک کهکشان مارپیچی میله‌ای در صورت فلکی دوشیزه است که تقریباً ۶۶ میلیون سال نوری از زمین فاصله دارد.